# Маяк (радіостанція)
Державна радіомовна компанія «Маяк» (ГРК «Маяк») — одна з найбільших і найбільш впізнаваних радіостанцій на території колишнього СРСР. Була заснована в 1964 року за рішенням ЦК КПРС для створення «противаги західним голосам», стала мовити на частоті 2-ї програми і в мільйонах абонентських радіоточок. Завдяки формулі «5/25» стала першою радянською фонової радіостанцією. ДРК «Маяк» є філією Всеросійської державної телерадіокомпанії — однієї з набору радіостанцій холдингу, що спеціалізується переважно на розмовно-розважальному мовленні.

## Історія
Засновником «Маяка» прийнято вважати одного з майбутніх ідеологів перебудови А. Н. Яковлєва. Перший головний редактор, при якому програма набула своє неповторне обличчя, — видатний радянський журналіст Ю. О. Лєтунов.
Перший ефір — 1 серпня 1964 року зі студії на П'ятницькій, 25. Спочатку дотримувалася формату «5/25» — п'ять хвилин випуск новин і 25 хвилин музичної програми. Створена на технічній базі колишньої Другої програми Всесоюзного Радіо як інформаційно-музична програма.
Як позивні була обрана мелодія «Підмосковні вечори», яка використовується і до цього дня.
Треба відзначити, потужність сигналу радіостанції в АМ-діапазоні в радянські роки була на висоті: радіоаматори тих років мали відмінну можливість перевірити і відкалібрувати щойно зібраний радіоприймач, адже позивні «Маяка» добре приймали як прості і величезні детекторні приймачі, так і крихітні приймачі всередині сірникової коробки на кількох транзисторах.
Від початку 1980-х на радіостанції відбуваються зміни. Були введені «Панорами новин», які вели Павло Каспаров, Людмила Сьоміна і Володимир Рувинський, Олена Березовська і Віра Щелкунова, Микола Нейчо і Тетяна Чемоданова і багато інших відомих в ту пору радіоведучі. В ефірі радіостанції можна було почути дикторів, які крім «Панорами» вели новини і популярні «Концерти за листами». Варто відзначити Емілію Кулик, Валерію Лебедєву, Ірину Никонову, Ірину Ерісанова, Тетяну Корнілову, Володимира Сомойлова, В'ячеслава Герасимова та інших.
У лютому 1991 року разом з іншими програмами Всесоюзного Радіо «Маяк» увійшов до складу Всесоюзної Державної Телерадіокомпанії, а 27 грудня в склад Російської Державної Телерадіокомпанії "Останкіно", після ліквідації якої 12 жовтня 1995 перейшов у безпосереднє управління Федеральної служби РФ по телебаченню і радіомовлення. 4 серпня 1997 Президент РФ видає Указ N 823 «Про вдосконалення структури державного радіомовлення в Російській Федерації», а 14 листопада 1997 року уряд РФ видає Постанову N 1461 «Про Загальноросійську Державну Радіомовну Компанію ''Маяк"". На підставі цих актів створюється Загальноросійська Державна Радіомовна Компанія «Маяк» до складу якої входять державні радіокомпанії «Маяк» і «Юність». У 1998 році Загальноросійська Державна Радіокомпанія «Маяк» була включена до складу Всеросійської Державної Телерадіокомпанії.
З 2007 рік а нову концепцію мовлення запропонував відомий бізнесмен з РМГ Сергій Архипов, він спробував «омолодити» аудиторію радіостанції до 25-35 років.
З 6 вересня по 14 грудня 2010 рік а музичний ефір був наповнений лише російським роком (окрім програми OldSchool).
2 серпня 2010 радіостанція «Маяк» відкриває своє представництво в twitter.
«Радіо Маяк» входить до складу першого мультиплексу цифрового телебачення DVB-T.
З 5 вересня 2011 ведеться супутникове мовлення на супутнику Eutelsat W7 в радіопакет Триколор ТВ.

## Логотип
Радіостанція змінила 3 логотипи. Нинішній — 4-й за рахунком.
- З 1 серпня 1964 по 4 вересня 2005 логотипом була червона лінія, над ним слово «Радіокомпанія» синім шрифтом, на ній слово «Маяк» синім шрифтом, над буквою «М» був маяк.
- З 5 вересня по 25 грудня 2005 логотипом було слово «Радіокомпанія» синім шрифтом, внизу слово «Маяк» синім шрифтом, під ним п'ять червоних точок по горизонталі і червоний прямокутник.
- З 26 грудня 2005 по 2 вересня 2007 напис «Маяк» синім шрифтом, п'ять червоних точок по горизонталі і червоний прямокутник залишилися, а з нього прибрали напис «Радіокомпанія».
- З 3 вересня 2007 по даний час логотипом є слово «Маяк» синім курсивом, поруч нагорі коло в кольорах російського прапора.

## Список радіопередач

### Передачі, що виходять в ефір
| - «Адреси милосердя» - «Свято неслухняності» - «Програма П» - «Вечірнє шоу Рити Мітрофанової» - «Санта-Барбара» - «Чоловік і жінка» (шоу Олега Бітова та Аліни Снєжиної) - «Пізня вечеря» - «Главрадіо» - «Полкіно» - «Проект 2012» з Антоном Доліним і Наталією Шерех. - «Спортивний канал» | - «Парк Культури та Відпочинку» (шоу Марії Баченіной і Кирила Радціга) - «Шоу Олександра Карлова» - «Шоу Алли Довлатова» - «Шоу Ольги Кукурекин та Олександра Карлова» - «Валянки Шоу» з Вадимом Тихомирова і Оленою Батіновою - «Розум і почуття» (шоу Віри Кузьміної та Максима Ковалевського) - «Центральний комітет» (шоу Тутти Ларсен і Володимира Аверіна) - Шоу «Перший Загін» - Шоу «Чужий» |

### Закриті передачі
- «Ранет» Максима Ковалевського, Олега Савельєва, Олексія Тимофєєва (до 27 січня 2012 року)
- «Добрі люди» (шоу Лери Кудрявцевої)
- «Умом Росію …!» Максим Ковалевський, Кирило Радциг, Олег Савельєв, Олексій Тимофєєв
- «Маяковщіна»
- «Сергій Стиллавин і його друзі»

## Голоси ефіру

### Провідні
| - Олександр Карлов - Катя Новикова - Сергій Стіллавін - Марія Баченіна - Олена Батінова - Антон Долін - Вікторія Колосова - Ольга Шелест - Тутта Ларсен - Павло Гайков - Лера Кудрявцева - Олег Савельєв - Олексій Тимофєєв - Лена Батінова | - Артем Росновський - Олег Бітов - Олексій Весьолкін - Віра Кузьміна - Олександр Пушний - Рустам Вахідов - Максим Ковалевський - Сергій Мінаєв - Микола Сапрін - Вадим Тихомиров - Володимир Аверін - Дмитро Міріманов - Володимир Пастухов - Кирило Радциг | - Алла Довлатова - Ігор Ружейніков - Рита Митрофанова - Микита Белоголовцев - Регіна Севостьянова - Петро Гланц - Інна Корольова - Микола Гринько - Михайло Фішер - Марина Кравець - Гія Саралідзе - Сергій Асланян - Тім Кербі |

### Ведучі новин
| - Павло Давидов - Василь Білоусов - Олексій Анісахаров | - Юлія Снєгірьова - Надія Істоміна - Людмила Шауліна |

### Оглядачі
| - Кирило Немоляєв - Сергій Шаргунов - Віктор Солкін - Михайло Іконніков - Анна Кочарова - Ольга Подолян - Михайло Генін - Костянтин Мильчин | - Неллі Ралкова - Женя Глош - Владислав Анциферов - Валерія Володимирівна Лебедєва - Ірина Ніконова - Ірина Ерісанова - Тетяна Корнілова - Філіпп Корнілов | - Людмила Шварц - Василь Косолапов - Ніна Єрьоміна - Яків Дамський |

### Колишні ведучі
| - Роман Трахтенберг - Геннадій Бачинський - Дмитро Глухівський - Катя Гордон - Петро Фадєєв - Фекла Товста - Антон Комолов - Андрій Чижов - Сергій Рост - Владас Ташева - Костянтин Михайлов - Антон Богун - Ігор Сілецький - Юрій Коротков - Євген Лепетухіна - Олександр Левченко - Сергій Смирнов - Віктор Травин - Володимир Костильов - Володимир Ільїн - Маша Водолазська - Наталя Євтеєва - Василь Мічков - Володимир Перфільев - Людмила Семена - Ольга Василенко - Геннадій Веденяпин - Андрій сисних | - Ольга Гаврилова - Анатолій Федоров - Василь Косолапов - Ігор Тернявскій - Андрій Баршев - Володимир Рашмаджан - Борис Губин - Наум Димарський - Віра Щелкунова - Володимир Осиповський - Микола Нейчо - Павло Каспаров - Володимир Безяев - Людмила Шварц - Тетяна Чемоданова - Дмитро Губін - Олександр Пельтен - Володимир Самойлов - Олександр Рувинский - Олександр Соколов - Інеса Алексєєва - Юлій Семенов - Оксана Коптельцева - Володимир Корабльов - Валерія Лєснікова - Яків Смирнов - Тетяна Соловйова - Петро Гарін | - Станіслава Молодякова - Олена Березовська - Сердар Овякуліев - Дмитро Борисов - Ольга Конишева - Юрій Аксюта - Ігор Медведєв - Артур Макаров - Леонід Лазаревич - Петро Орлов - Георгій Джірквелов - Олександр Жетвін - Ніна Климчук - Микола Куликов - Володимир Михайленко - Ірина Чиркова - Роман Воскобойников - Ігор Ігорів - Матвій Руминцев - Олег Наздреватих - Євген Грачов - Олександр Коршунов - Олег Вакуловський - Ніна Єрьоміна - Кирило Шахнович - Олександр Вєтров - Ігор Сілецький - Олександр Курашов - Євгенія Іонкіна |

## Міста мовлення
Незважаючи на оголошення Указом Президента від 24.06.2009 N 715 радіо Маяк загальноросійським обов'язковим загальнодоступним каналом  — мовлення в діапазоні УКВ2 здійснюється в 9 з 11 міст-мільйонників, слабо розвинена мережа і в інших містах. Казус з участю в конкурсах на частоти загальнообов'язкового каналу усунутий Постановою Уряду від 26 січня 2012 № 25

### У діапазоні УКХ 2 (FM)
| - Алакуртті 105,5 - Архангельськ 106,0 - Астрахань 101,2 - Барнаул 101,0 - Бішкек 88,0 - Біла Глина 103,6 - Бендери 104,0 - Боровичі 101,0 - Бугуруслан 102,8 - Варзуга 104,9 - Вешенська 105,5 - Волгодонськ 105,8 - Вороніж 105,7 - Вологда 102,3 - Гвардійське 105,6 - Глибокий 101,8 - Горно-Алтайськ 104,2 - Губкинский 104,7 - Гуково 106,4 - Гудермес 104,9 - Дегтеві 104,5 - Дубівське 107,5 - Єлець 101,2 - Зерноград 106,0 - Зимовники 103,5 - Знаменське 100,5 - Іваново 104,2 - Іжевськ 100,9 - Ілеза 101,7 - Іркутськ 102,6 - Казанська 103,5 - Казань 101,3 - Калінінград 102,5 - Каменськ-Шахтинський 91,0 - Карачаевск 103,5 - Каргалінская 107,0 - Касимов 103,7 - Картали 104,0 - Кемерово 102,3 - Кіренська 103,0 | - Кіров 101,4 - Кисловодськ 102,1 - Ковдор 105,9 - Константиновськ 102,5 - Кострома 100,9 - Красна Гора 99,6 - Красноярськ 106,6 - Червоний Сулін 106,4 - Курган 102,0 - Кущевська 103,0 - Лабинськ 105,0 - Липецьк 98,9 - Магадан 105,0 - Магнітогорськ 106,5 - Майкоп 106,5 - Махачкала 102,9 - Мечетінская 106,0 - Милославське 104,1 - Михайлов 104,7 - Морозовськ 106,5 - Москва 103,4 - Мурманськ 103,5 - Набережні Челни 106,9 - Наурська 106,0 - Нижній Тагіл 104,7 - Новгород 101,2 - Новокузнецьк 103,0 - Новосибірськ 100,0 - Новий Уренгой 101,2 - Ойсхар 105,9 - Олекмінськ 102,0 - Омськ 107,3 - Орск 101,1 - Пангоди 101,5 - Перм 96,2 | - Пестово 103,2 - Петропавловськ-Камчатський 103,5 - Ремонтне 102,9 - Ростов-на-Дону, Аксай 107,5 - Ряжск 103,0 - Рязань 104,5 - Сальськ 102,8 - Самара, Новокуйбишевськ, Чапаєвськ, Кинель 92,1 - Хересі 104,7 - Саранськ 102,6 - Саратов 89,2 - Санкт-Петербург 107,0 - Скопин 107,3 - Слободзея 105,8 - Ставрополь 104,3 - Стерлитамак 106,7 - Сургут 107,9 - Таганрог 105,4 - Териберка 104,2 - Терское 107,0 - Тирасполь 104,0 - Тольятті 106,4 - Томськ 106,6 - Туманний 102,3 - Тюмень 100,0 - Ура-Губа 107,5 - Уфа 101,2 - Хабаровськ 106,8 - Челябінськ, Копейськ 102,0 - Чита 104,5 - Шахти 106,8 - Шелковська 104,0 - Южно-Сахалінськ 103,5 |

### Плановане мовлення
| - Балаково 107,4 (В даний час замінено на радіо Радио для двоих - Біробіджан 103,4 - Братськ 99,9 - Екатеринбург 100,8 - Завітне 101,9 - Клетня 104,3 | - Комсомольск-на-Амурі 89,4 - Муравленко 106,7 - Навля 103,3 - Новозибков 103,9 - Оренбург 106,3 - Орел 107,8 - Петрозаводськ 107,9 - Погар 106,3 | - Порт-Катон 91,9 - Почеп 101,3 - Псков 104,1 - Рибінськ 102,0 - Трубчевськ 102,8 - Ульяновськ 100,6 - Череповець 102,5 - Шемордан 104,4 |

### У діапазоні УКХ 1
| - Абаза 67,52 - Абакан 68,63 - айнського 68,06 - Амурск 71,54 - Анжеро-Судженськ 72,08 - Анненськие мінводи 68,84 - Арзамас 71,87 - Арсеньєв 66,86 - Артемівськ 70,07 - Архангельськ * 68,6 - Аскіз 73,43 - Астрахань * 67,58 - Ачинськ 72,14 - Аян 68,78 - Баган 66,74 - Байки 67,46 - Балаково 72,14 - Балашов 72,05 - Баликса 70,52 - Барда 69,05 - Барнаул * 66,86 - Біла 73,67 - Білгород 71,87 - Білогірськ 66,26 - Березники 69,95 - Березовий 69,92 - Биджан 71,93 - Бійськ 72,08 - Біробіджан 66,32 - Благовіщенка 68,75 - Благовєщенськ 72,86 - Бобров 68,93 - Богородське 72,29 - Богучани 69,5 - Богучар 70,04 - Велика Глушиця 72,71 - Великий Улуй 68,99 - Борисоглєбськ 68,24 - Брянськ 68,78 - Бугуруслан * 71,57 - Бузулук 68,18 - Великі Луки 69,14 - Верх-Усуглі 70,76 - Владивосток 69,68 - Володимир 71,54 - Волгоград 72,11 - Волоколамськ 69,44 - Вороніж * 69,38 - Викса 72,65 - Вяземський 71 - Галич 68,36 - Гірник 68,15 - Дальнегорск 71,9 - дальнєреченськ 67,22 - Єнисейськ 70,16 - Єфремов 69,53 - Жиздра 71,5 - Заринск 70,79 - Зеленогорськ 69,56 - Зея 66,68 - Іваново * 72,77 - Іллінський 69,71 - Йошкар-Ола 71,96 - Златоуст 70,16 - Калач 69,56 - Калуга 68,6 - Кам'янка 68,39 - Кам'янське 72,5 - Каменськ-Шахтинський 72,02 - Камінь-на-Обі 71,99 - Камишин 67,28 - Картали 68,21 - Кемерово * 68,12 - Кингисепп, Івангород, Нарва 66,59 - Кіров (Кіровська обл.) * 69,14 - Кіров (Калузька обл.) 66,8 | - Ключова 68,96 - Ключі 72,68 - Кодинский 66,44 - Козиревськ 72,14 - Кокуй 67,7 - Комсомольск-на-Амурі 66,92 - Корабліно 66,35 - Кострома 72,56 - Котлас 71,54 - Кочубей 68,99 - Кош-Агач 66,05 - Красновишерский 70,43 - Краснокаменськ 72,23 - Красноярськ 69,68 - Крутогорово 72,5 - Кувандик 71,90 - Кудимкар 69,23 - Кузнецк 70,79 - Кунгур 68,27 - Курагино 68,96 - Курильські 70,64 - Курськ 71,63 - Кшенскій 70,85 - Коштом 69,11 - Кяхта 70,16 - Ленінськ-Кузнецький 71,9 - Лівни 68,66 - Липецьк * 68,09 - Лангепас * 68,28 - Людіново 70,22 - Максатіха 72,8 - Мамонтова 69,2 * - Медвеж'єгорська 70,91 - Мединь 69,95 - Междурєченськ 72,2 - Мещерської 72,74 - Мильково 72,74 - Мосальськ 69,32 - Мотигіно 71,42 - Мухен 70,01 - Москва * 67,22 - Мис Лазарева 69,8 - Набережні Челни * 69,32 - Знахідка 68,36 - Нелькан 68,87 - Нижній Новгород 71,45 - Николаевськ-на-Амурі 71,99 - Новобуріно 68,12 - Новожатково 72,2 - Новокузнецьк 68,87 - Новомосковськ 70,67 - Новосибірськ 69,26 - Новохоперськ 71,39 - Ноглики 70,88 - Норильськ 72,68 - Ноябрьск 69,68 - Няндома 71,6 - Обнинск 68,36 - Озерновський 72,5 - Онгудай 68,96 - Орел 72,05 - Орск, Новотроїцьк 68,72 - Оссора 72,5 - Острівське 73,37 - Оха 67,16 - Охотськ 68,0 - Охотське 70,79 - Палана 72,5 - Пачелма 69,29 - Пенза 72,23 - Переяславка 71,6 - Перм * 67,58 - Палласовка 810 - Петропавловськ-Камчатський 71,9 - Піровское 66,44 - Осипенко 72,2 - Поронайськ 71,84 - Прогрес 66,74 - Родники 69,98 | - Россош 72,77 - Рубцовськ 71,66 - Рибінськ 72,44 - Рязань * 71,39 - Самара * 72,05 - Санкт-Петербург * 67,46 - Саратов * 72,65 - Вільний 71,84 - Северобайкальск 68,75 - Північно-Єнисейськ 68,24 - Селіванова 68,48 - Селіжарово 71,54 - Сергієвський 69,27 - Сердобськ 72,74 - Славгород 68,15 - Смирних 69,65 - Смоленськ 67,13 - Соболєва 72,08 - Радянська Гавань 68,36 - Солігаліч 68,24 - Солянка 66,98 - Сочі 70,07 - Спас-Деменськ 70,58 - Старий Оскол 68,33 - Степове 70,04 - Сухінічі 71,8 - Тамбов 71,78 - Таштагол 71,69 - Твер 71,09 - Тігіль 72,5 - Тілічікі 72,5 - Тольятті * 69,41 - Томари 71,96 - Томськ * 68,78 - Троїцьке 68,51 - Тула 70,07 - Тура 67,46 - Турочак 68,72 - Тимовський 68,6 - Тинда 66,8 - Тюхтет 67,55 - Вуглегірськ 72,08 - Ульяновськ 72,56 - Унеча 72,17 - Урюпінськ 72,59 - Усть-Большерецького 72,5 - Усть-Клименко 68,99 - Хабаровськ * 72,02 - Хатанга 68,42 - Хвастовічі 68,27 - Хворостянка 66,2 - Холмськ 66,68 - Цілинне 68,51 - Ціммермановка 68,09 - Чебоксари 72,89 - Чегдомин 71,96 - Челябінськ * 69,65 - Черняховськ * 67,46 - Чита 67,88 - Чкаловське 70,4 - Чумікан 66,8 - Чунский 72,08 - Шадринськ 0,47?? - Шарья 69,08 - Шведчікі 71,9 - Шимановськ 66,92 - Шипунова 71,99 - Ельбан 71,09 - Южно-Курильськ 69,68 - Якутськ 72,08 - Ярославль 70,34 - Ясний 71,75 |

Знаком * відмічені міста, в яких наявне мовлення дубль в діапазоні УКВ 2.

### Мовлення згорнуто
| - Алма-Ата 549, 68,36 - Брест 72,47 - Вязьма 68,15 - Єреван 702, 1458 | - Зарайськ 68,18 - Іркутськ * 68,3; 72,05 - Казань * 70,43 - Караганда 936 - Салават 68,96 | - Саратов * 630 - Сургут * 66.98 - Улан-Уде 68,5, 71,51 - Уральськ - Екібастуз 71,78 |

Знаком * відмічені міста, де мовлення збереглося в інших діапазонах.